# Кунак-Тау
Кунак-Тау — река в России, протекает по территории Мостовского района Краснодарского края. Устье реки находится в 8,4 км по левому берегу реки Губс. Длина реки — 11 км, площадь водосборного бассейна — 21,7 км².

## Этимология
Название имеет тюркское происхождение, где кунак — «гость», тау — «гора».

## Данные водного реестра
По данным государственного водного реестра России относится к Кубанскому бассейновому округу, водохозяйственный участок реки — Лаба от истока до впадения реки Чамлык. Речной бассейн реки — Кубань.
Код объекта в государственном водном реестре — 06020000712108100003687.